# Licy-Clignon
Licy-Clignon ist eine französische Gemeinde mit 70 Einwohnern (Stand: 1. Januar 2022) im Département Aisne in der Region Hauts-de-France (frühere Region: Picardie). Sie gehört zum Arrondissement Château-Thierry und zum Kanton Villers-Cotterêts.

## Geographie
Die Gemeinde Licy-Clignon liegt rund 15 Kilometer westnordwestlich von Château-Thierry am Fluss Clignon, der einen linken Zufluss des Ourcq bildet. Sie setzt sich aus Clignon und Licy-les-Moines zusammen. Nachbargemeinden sind Courchamps im Norden, Monthiers und Belleau im Osten, Torcy-en-Valois und Bussiares im Süden sowie Hautevesnes im Westen.

## Bevölkerungsentwicklung
| Jahr                       | 1962 | 1968 | 1975 | 1982 | 1990 | 1999 | 2008 | 2015 | 2022 |
| Einwohner                  | 67   | 40   | 41   | 42   | 63   | 80   | 90   | 75   | 70   |
| Quellen: Cassini und INSEE |      |      |      |      |      |      |      |      |      |

## Sehenswürdigkeiten

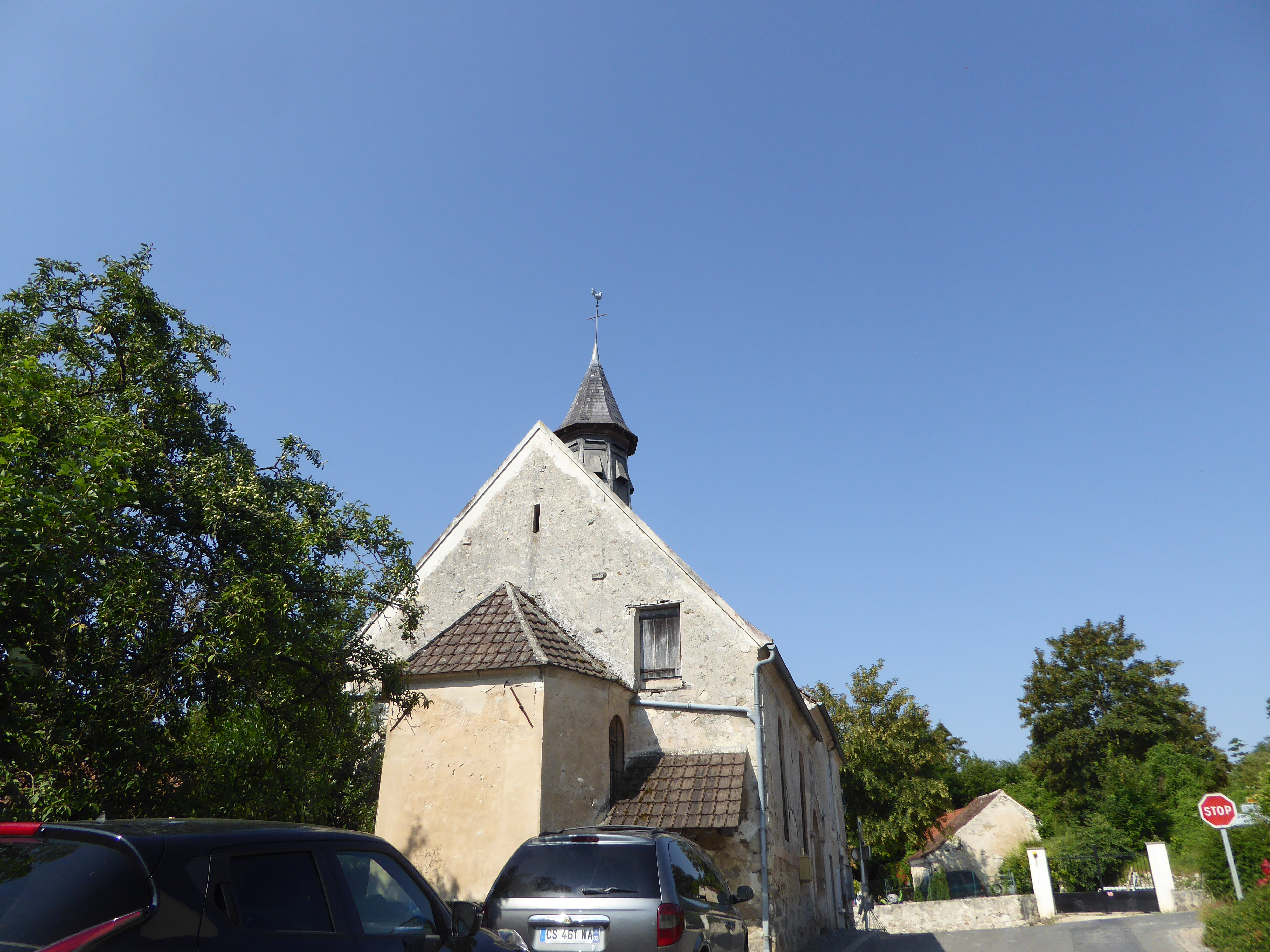
Kirche Saint-Georges

- Kirche Saint-Georges
- Lavoir (Waschhaus)